# 용산역 (대구)
용산(서부법원·검찰청입구)역(Yongsan(Seobu Br. Court·Seobu Prosecutors' Ofc.)Station, 龍山(西部法院·檢察廳入口)驛)은 대한민국 대구광역시 달서구 달구벌대로에 있는 대구 도시철도 2호선의 전철역이다. 인근에 대구학생문화센터가 있다.

## 특징
이 역은 서울특별시의 용산역과는 무관하며, 대구광역시 달서구 용산1동 용산네거리 서쪽에 있는 전철역이다. 부역명은 서부법원·검찰청입구이다. 6번 출구 북쪽에 대구지방법원 서부지원청사와 대구지방검찰청 서부지청이 있으며, 홈플러스 성서점과 연결되어 있다. 환승 주차장은 홈플러스 성서점 내 혹은 대구전자공업고등학교 인근 야외 주차장을 이용할 수 있다. 출구는 용산1동과 장기동에 걸쳐 있다.
장기동 전자공고 정류장으로 이동하여 서구2번으로 환승하면 서대구역으로 이동이 가능하다.

## 역명의 유래
와룡산 밑에 있다는 데서 유래한 지명이다. 한자로 용 룡(龍)자와 뫼 산(山)자를 쓴다.

## 역 구조
1면 2선의 보라색 기둥의 섬식 승강장이 있는 지하 역이다. 스크린도어가 설치되어 있다.

### 승강장
| 이곡 ↑   |
| 하 상 \| |
| ↓ 죽전   |

| 상행 | ● 대구 도시철도 2호선 | 성서산업단지·계명대·문양 방면 |
| 하행 | ● 대구 도시철도 2호선 | 반월당·범어·영남대 방면       |

- 승강장에서 반대 방향 열차로 갈아탈 수 있다.

## 역사
- 2005년 10월 18일: 대구 도시철도 2호선 개통과 함께 영업 개시
- 2007년 7월 2일: 부역명 추가(서부법원·검찰청입구)
- 2016년 10월 14일: 스크린도어 설치

## 역 주변
| 나가는 곳 | 방면 |
| --------- | --- |
| 1         | 달구벌종합복지관 달구벌 종합스포츠센터 청각언어 장애인복지관 시각 장애인복지관 대구장성초등학교 홈플러스 성서점                             |
| 2         | 장기동 영남네오빌파크 장기 파랑새마을 |
| 3         | 대구장기초등학교 장기초록나라 장기누림타운                                                                                                  |
| 4         | 감삼동 감삼우방드림시티 감삼청구타운 카톨릭대학교 평생교육원 대구전자공업고등학교                                                           |
| 5         | 용산동 용산우방타운 우방죽전타운 재향군인회관 우리은행 용산동지점 동양종합금융증권(주)대구서지점 드림피아쇼핑                               |
| 6         | 용산롯데캐슬 그랜드 한국장애인 고용촉진공단 대구직업전문학교 농협 농협 성서하나로클럽 대구학생문화센터 대구지방법원 서부지원 대구지방검찰청 |

## 승차량 변동
대구 도시철도 2호선의 역들 중 환승역인 반월당역과 시·종착역인 영남대역에 이어 세 번째로 이용객 수가 많다. 2013년에는 이 역이 범어역보다 이용객이 많았는데 2014년에 이 역의 이용객 수가 감소하면서 순위가 바뀌었다. 범어역이 수성구민운동장역으로 수요가 분산되어 이용률이 떨어지면서 이 역이 범어역 보다 이용객이 많아지게 되었지만, 2015년 8월 1일 개편으로 상중이동에서 용산역으로 이어 주던 202(-1)번의 폐지로 인해 상중이동 환승 수요를 완전히 잃어 이용률이 더 떨어졌다.
| 노선  | 승차 인원 | 승차 인원 | 승차 인원 | 승차 인원 | 승차 인원 | 승차 인원 | 승차 인원 | 승차 인원 | 승차 인원 | 승차 인원 | 승차 인원 | 승차 인원 | 승차 인원 | 주석 |
| 노선  | 2005년    | 2006년    | 2007년    | 2008년    | 2009년    | 2010년    | 2011년    | 2012년    | 2013년    | 2014년    | 2015년    | 2016년    | 2017년    | 주석 |
| ----- | --------- | --------- | --------- | --------- | --------- | --------- | --------- | --------- | --------- | --------- | --------- | --------- | --------- | ---- |
| 2호선 | 6,884     | 7,721     | 7,722     | 7,983     | 7,997     | 8,365     | 8,809     | 9,057     | 9,234     | 9,152     | 9,107     | 9,352     | 9,101     |      |
| 노선  | 2018년    | 2019년    | 2020년    | 2021년    |           |           |           |           |           |           |           |           |           |      |
| 2호선 | 8,916     | 8,953     | 5,482     |           |           |           |           |           |           |           |           |           |           |      |

## 인접한 역
| 대구 도시철도 2호선 | 대구 도시철도 2호선   | 대구 도시철도 2호선  |
| ------------------- | --------------------- | -------------------- |
| 222 이곡 문양 방면  | ● 대구 도시철도 2호선 | 224 죽전 영남대 방면 |